# Grischa Niermann
Grischa Niermann (Hannover, Baixa Saxònia, 3 de novembre de 1975) és un ciclista alemany, que fou professional entre el 1996 i el 2012. Un cop retirat, va admetre que s'havia dopat durant el 2000 i el 2003.

## Palmarès
- 1998
  - 1r a la Volta a Hessen i vencedor d'una etapa
  - Vencedor d'una etapa a la Volta a l'Algarve
- 1999
  - 1r al Regio-Tour i vencedor d'una etapa
- 2001
  - 1r a la Volta a la Baixa Saxònia
- 2008
  - Vencedor d'una etapa al Rothaus Regio-Tour

### Resultats al Tour de França
- 2000. 24è de la classificació general
- 2001. No surt (17a etapa)
- 2002. 51è de la classificació general
- 2003. 28è de la classificació general
- 2004. 65è de la classificació general
- 2007. 86è de la classificació general
- 2009. 54è de la classificació general
- 2010. 56è de la classificació general
- 2011. 71è de la classificació general

### Resultats al Giro d'Itàlia
- 2002. 22è de la classificació general
- 2005. 51è de la classificació general
- 2006. 55è de la classificació general
- 2012. 55è de la classificació general

### Resultats a la Volta a Espanya
- 1999. 33è de la classificació general
- 2006. 72è de la classificació general
- 2008. 30è de la classificació general
- 2010. 72è de la classificació general
- 2012. 103è de la classificació general